# 科布齊夫卡
49°35′13″N 35°36′23″E / 49.58694°N 35.60639°E
科布齊夫卡（烏克蘭語：Кобцівка）是位於烏克蘭東部的村莊，由哈爾科夫州别列斯京区的克拉斯諾赫拉德市鎮負責管轄。該村始建於1849年，面積0.61平方公里，海拔高度172米，2001年人口83，人口密度每平方公里135.4人。